# Bill Shorthouse
William Henry "Bill" Shorthouse (27. maj 1922 - 6. september 2008) var en engelsk fodboldspiller (forsvarer). 
Shorthouse tilbragte hele sin karriere hos Wolverhampton Wanderers, og var med til at vinde både det engelske mesterskab og FA Cuppen med klubben.

## Titler
Engelsk mesterskab
- 1954 med Wolverhampton

FA Cup
- 1949 med Wolverhampton

FA Charity Shield
- 1949 med Wolverhampton